# Reginald Southey

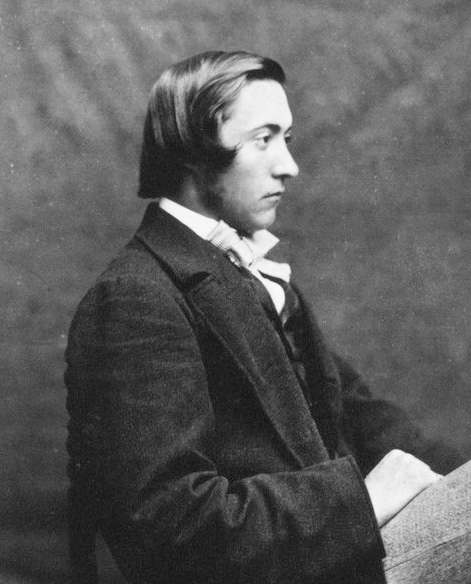
Bức tranh Reginald Southey bởi Lewis Carroll, 1860

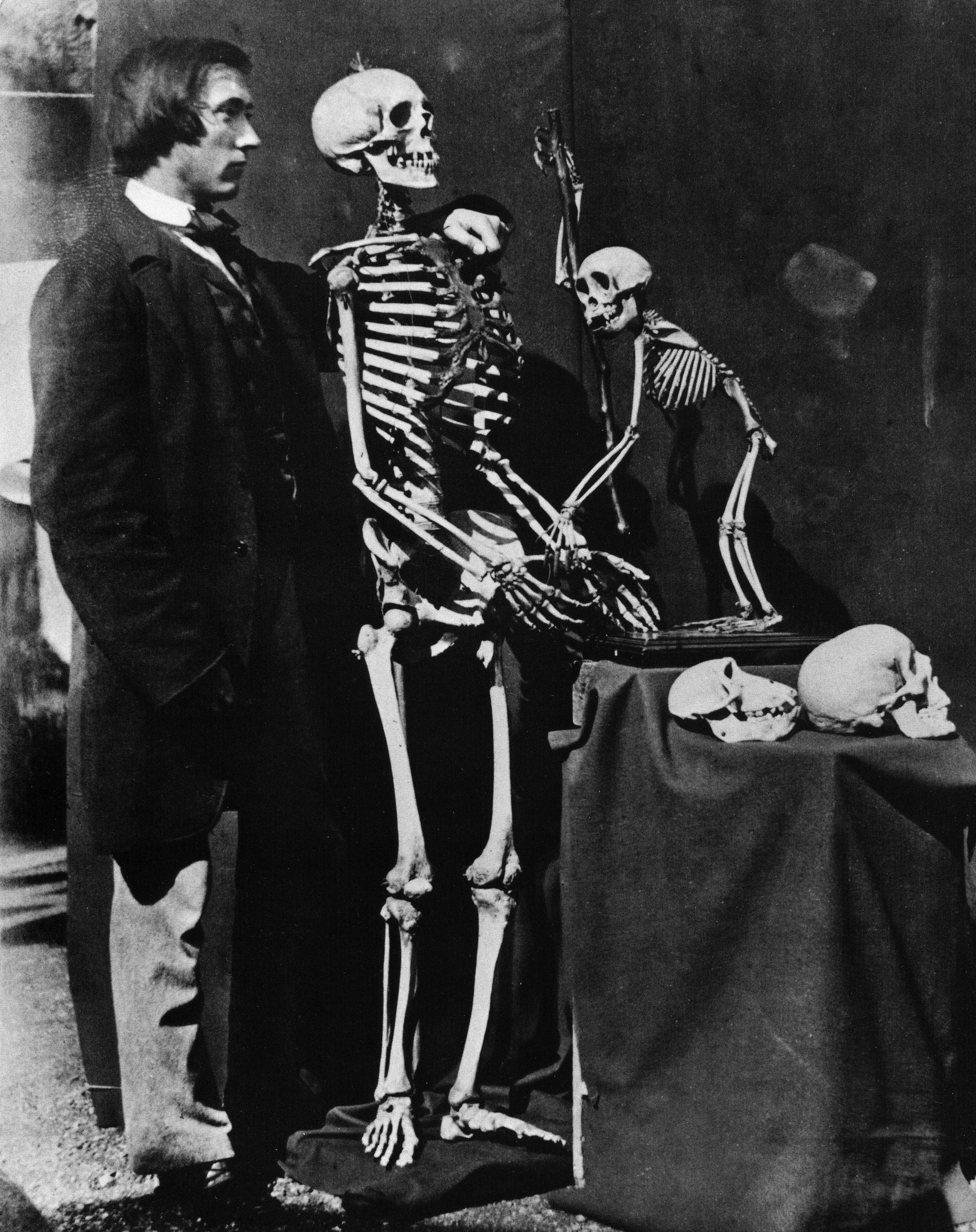
Bức tranh Reginald Southey thứ hai bởi Lewis Carroll

Reginald Southey (15 tháng 9 năm 1835 - 8 tháng 11 năm 1899) là một bác sĩ người Anh và sáng tạo ra ống thông của Southey, một loại giùi chọc được sử dụng cho việc làm hút những vết phù nề của tay chân.